# Galeries Rémoises
Les Galeries rémoises est un grand magasin situé 7 Rue Docteur-Jacquin à Reims dans le département français de la Marne en région Grand Est.

## Historique
Après avoir changé plusieurs fois de nom d’enseigne, « Deux Pommes d’or », « la maison des nouveautés » « les grands magasins des Galeries rémoises », « Galeries rémoises », il prend celle du « Printemps » en 1989, une affiliation qui lui permet de bénéficier de la centrale d'achat du Printemps.
L’immeuble, des architectes Margotin & Roubert, reconstruit au milieu du XIXe siècle (1934), était à l’origine un magasin de tissus.
Alors qu’il est sous administration judiciaire pour cessation de paiement depuis un an, le magasin ferme le 16 octobre 2003 sous l’enseigne du Printemps.
En vue d’un changement d’affectation, des fouilles sont réalisées par l’Inrap avant construction d’une résidence sur quatre niveaux de sous-sol. 

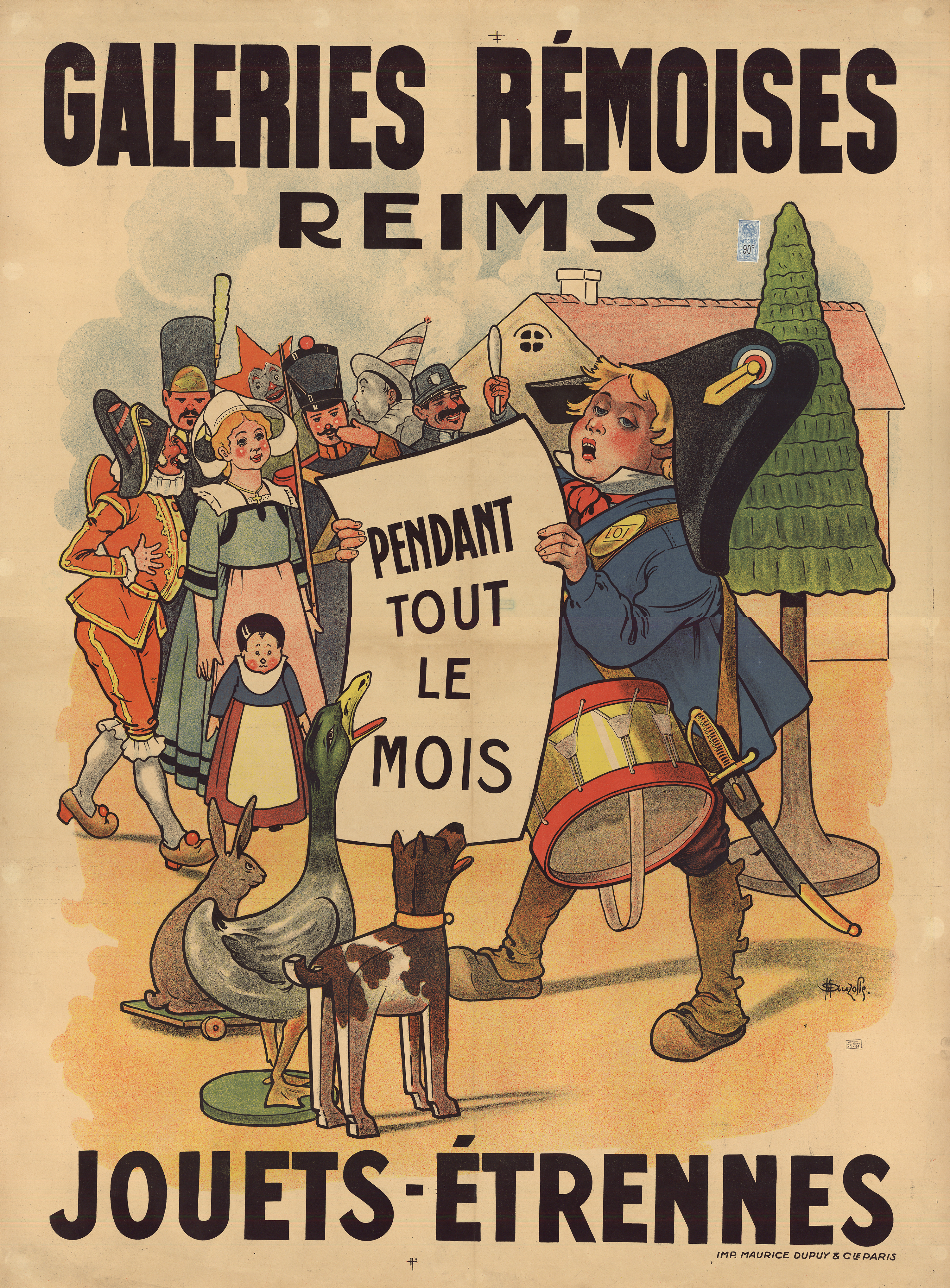
Affiche publicitaire, fin XIXe - début XXe siècle
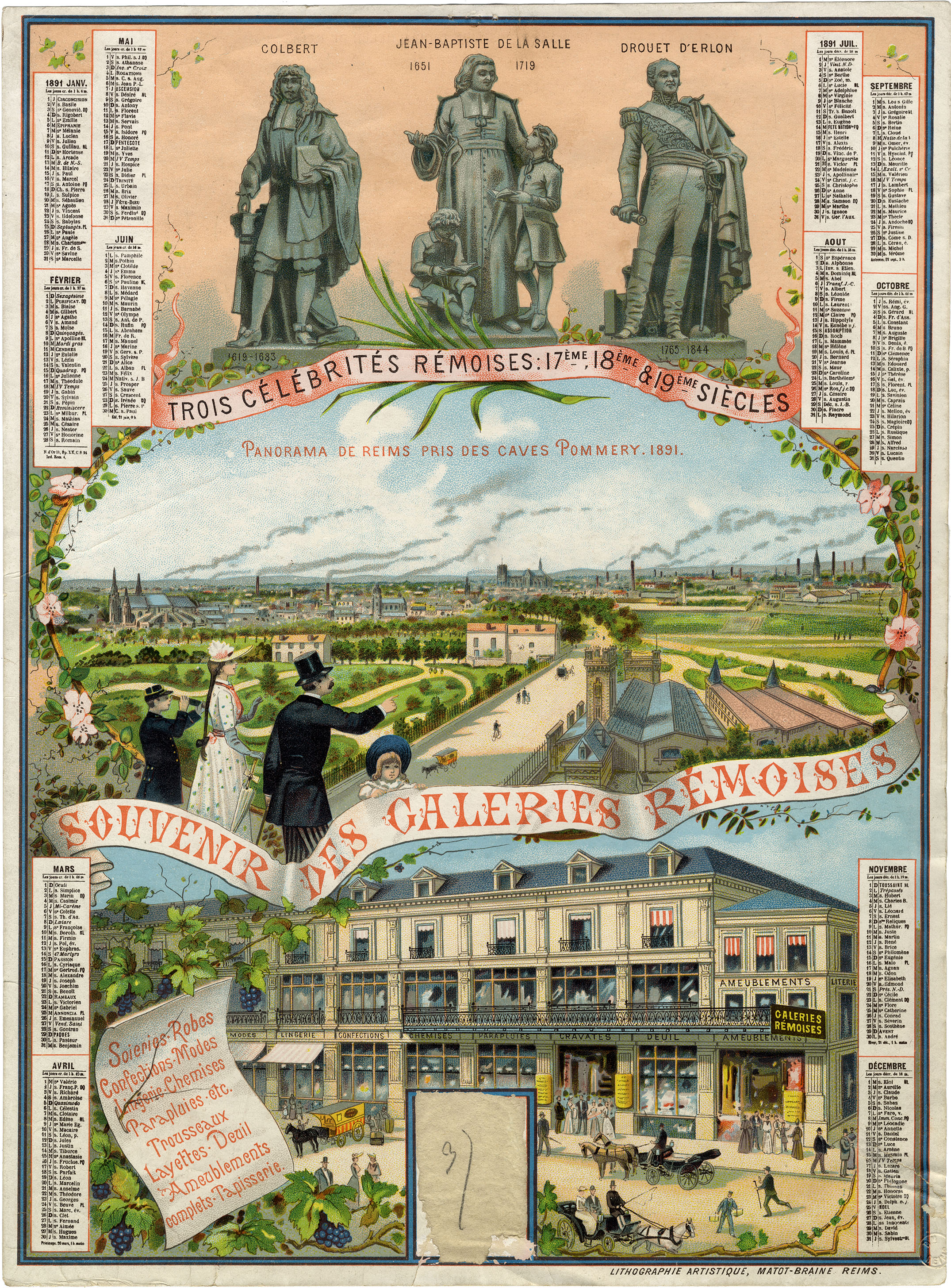
Calendrier des Galeries rémoises, 1891

## Galerie de l’immeuble historique

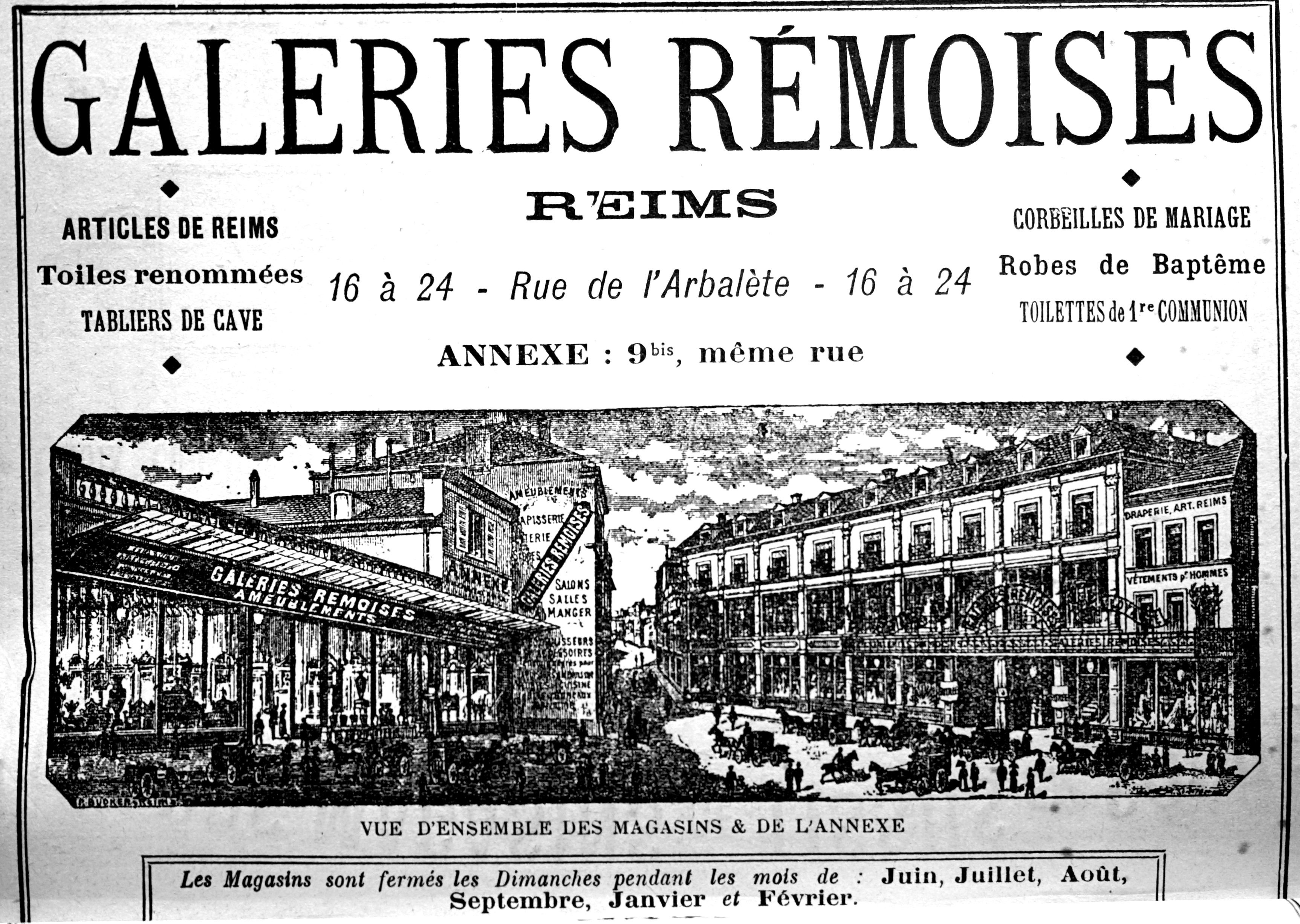
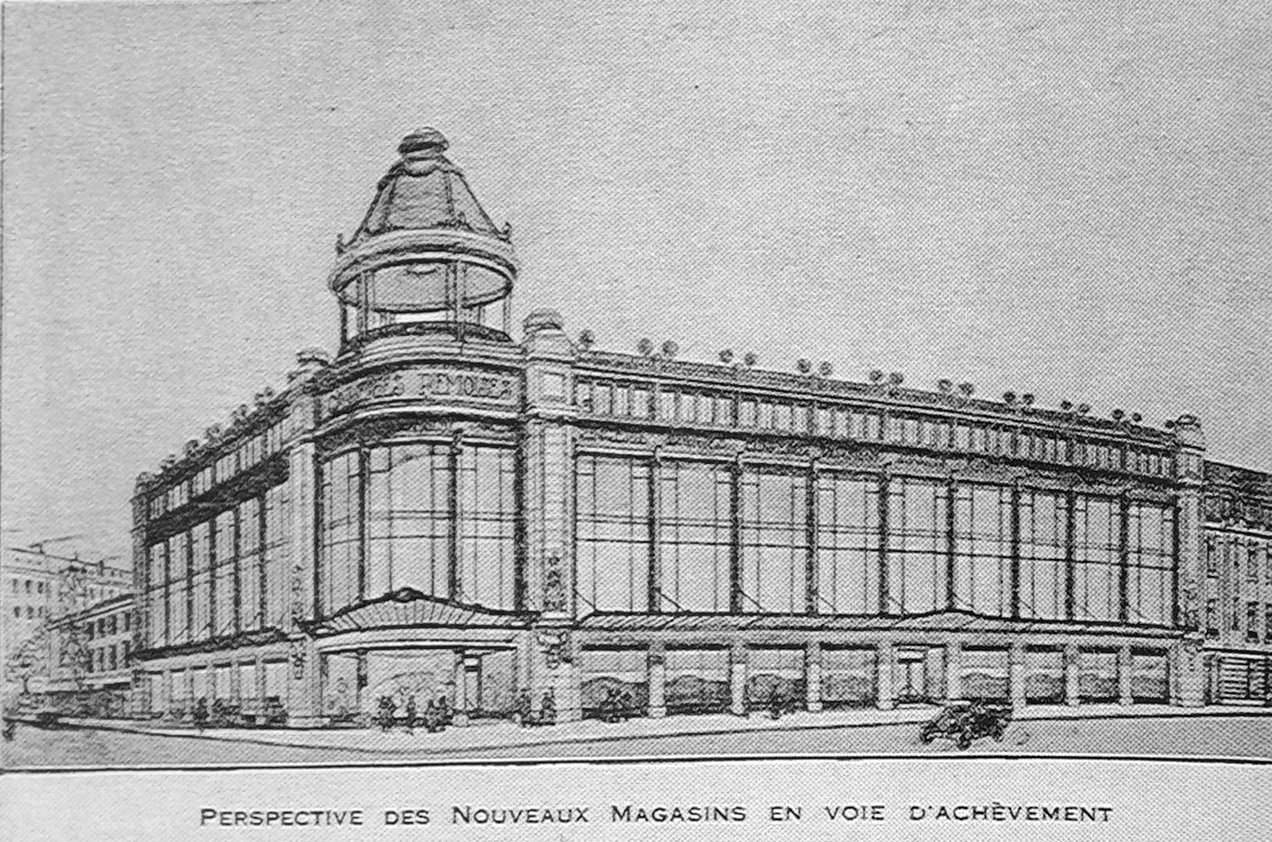

## Description du bâtiment actuel
Il s’agit d’une résidence, « Carré Royal » livrée en 2008, avec dans une partie de ses sous-sols, le parking « Hôtel de Ville » géré par Champagne Parc Auto. Le bâtiment est reconstruit avec maintien de la façade Art déco. L’enseigne « Galeries Rémoises – Maison Lorin et Tricot » a été conservée.

## Galerie du nouvel immeuble

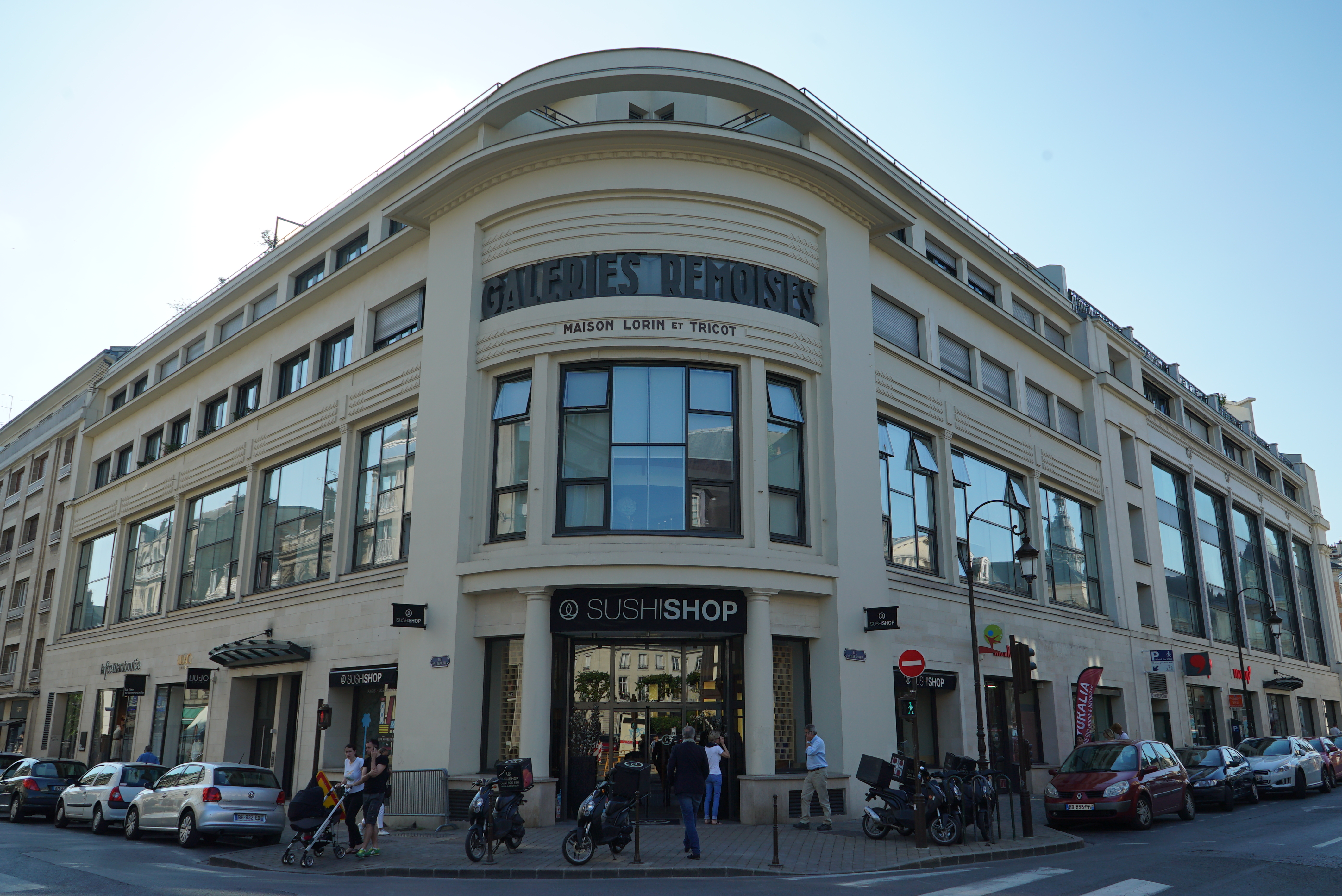
Le nouvel immeuble dans l’angle de la rue Du docteur Jacquin et de la rue de l’Arbalète.
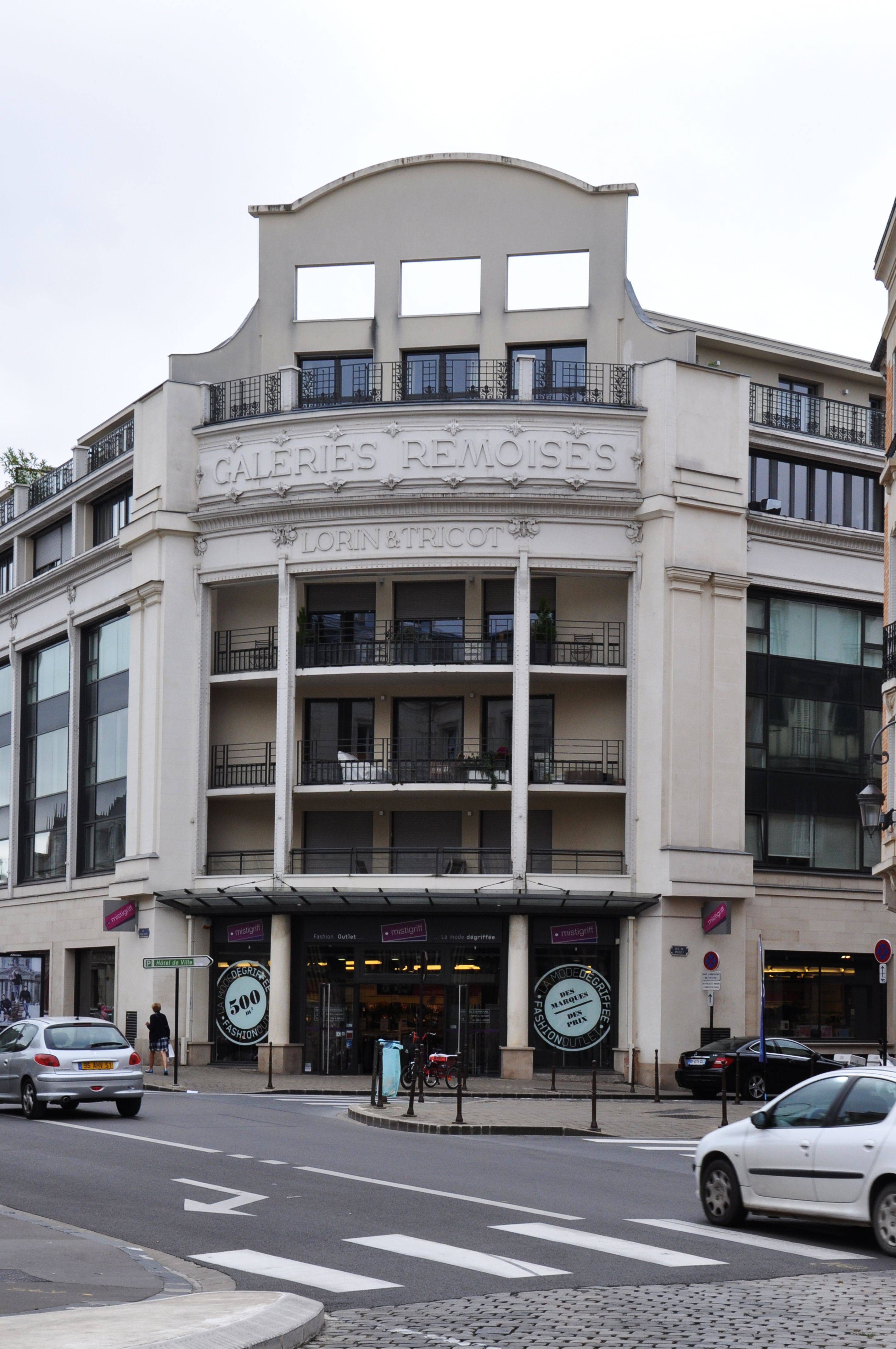
Le nouvel immeuble dans l’angle de la rue Du docteur Jacquin et de la rue de Pouilly.